# ウィンザー・ユニフォーム

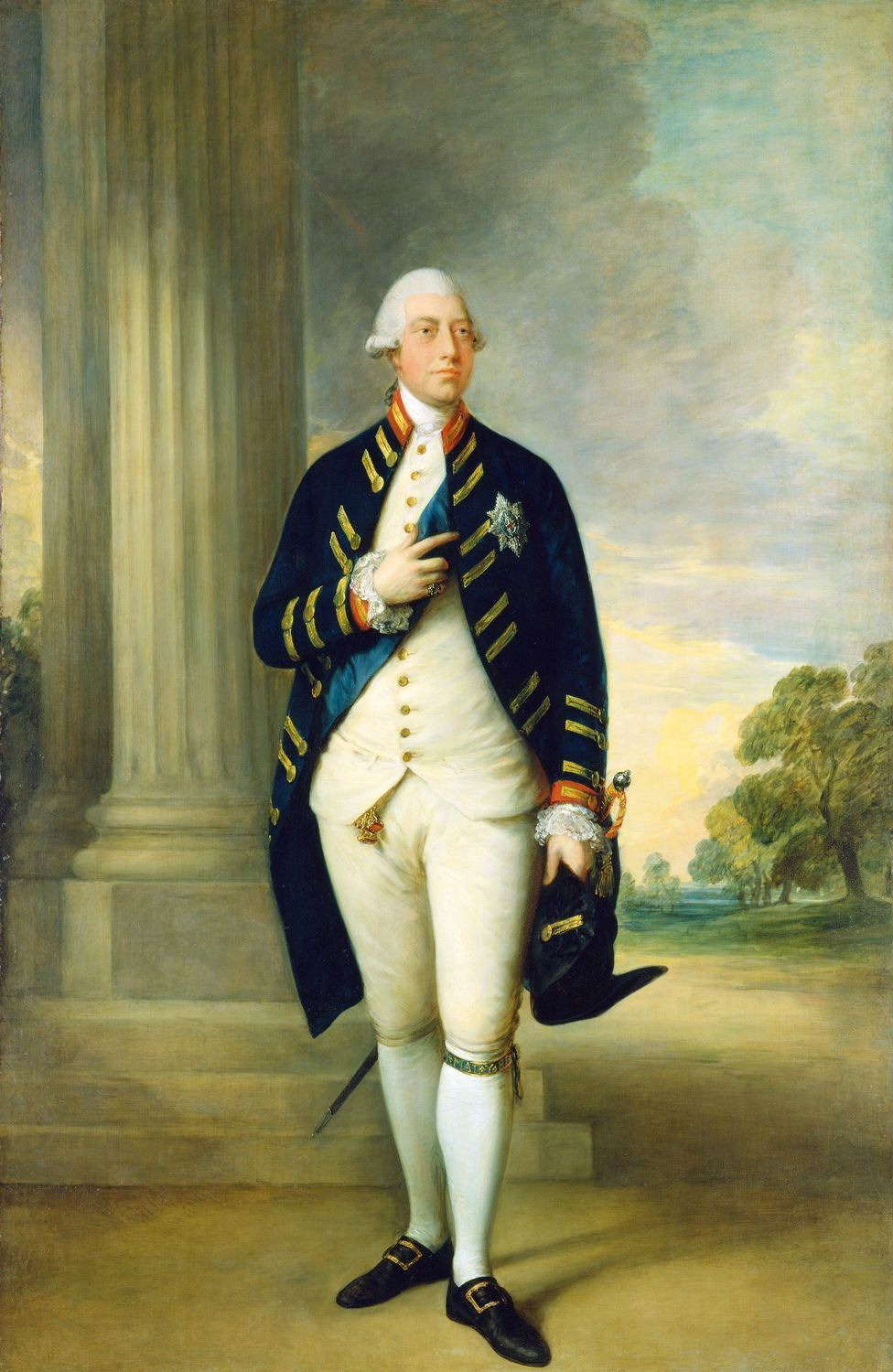
ウィンザー・ユニフォーム姿のジョージ3世

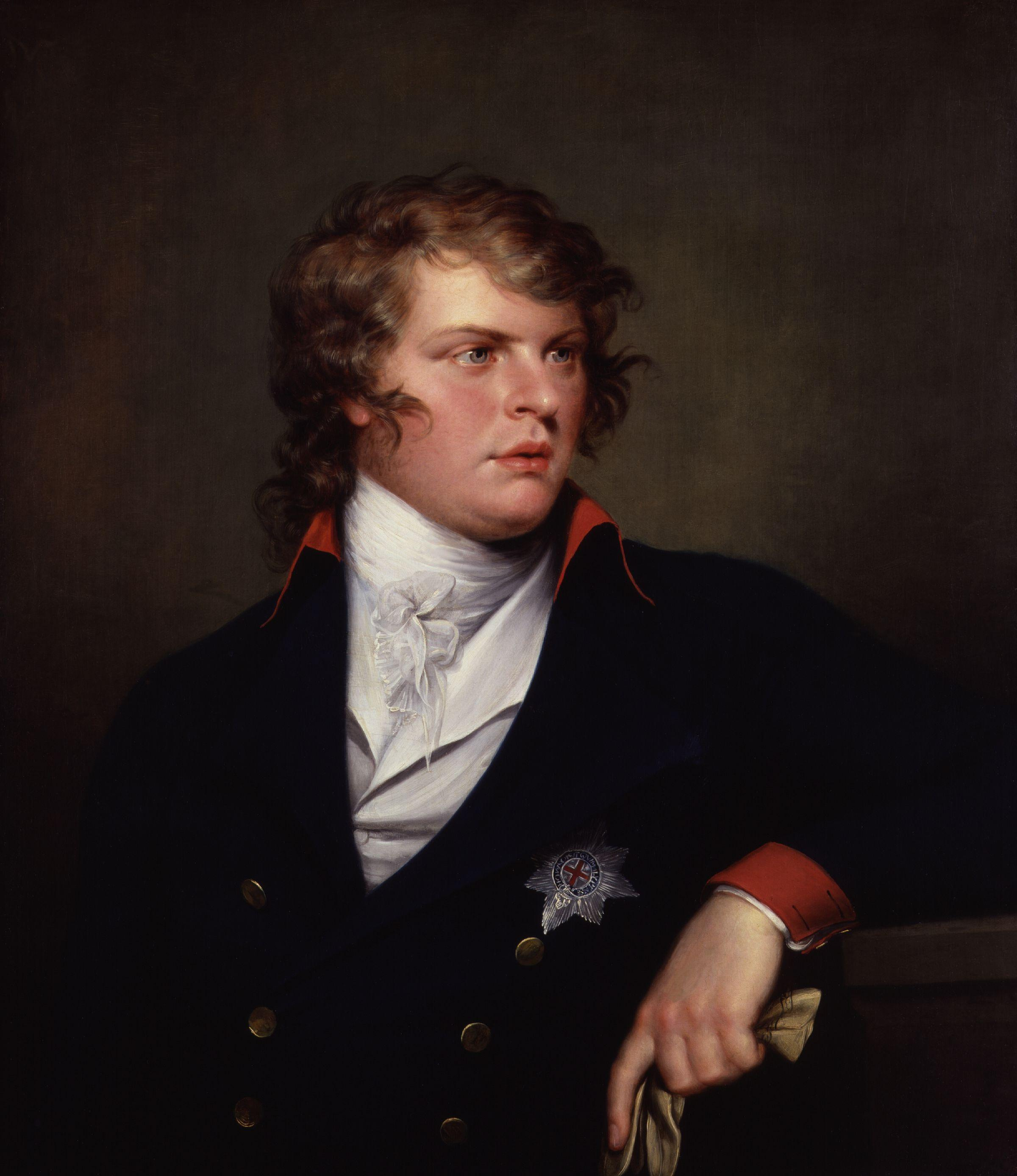
略式ウィンザー・ユニフォーム姿のサセックス公オーガスタス・フレデリック王子

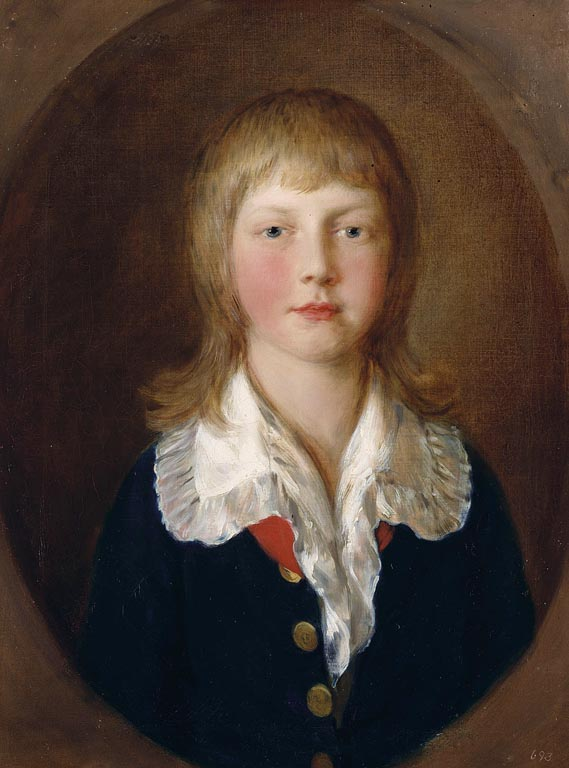
子供時代のハノーファー王エルンスト・アウグスト（イギリス王子アーネスト・オーガスタス）

ウィンザー・ユニフォーム（Windsor uniform）は、イギリスのウィンザー城でのみ着用される英王族のための衣服。

## 概要
襟とカフスに赤を配した青の上着で、王族の男子（と一部王室高官）がウィンザー城でのみ着用する。18世紀にウィンザー城の大改装に着手し、城を住まいとしたジョージ3世が1777年に導入したとされる。当時は金の組み紐で装飾が施され、女性用、子供用もあり、ヴィクトリア女王も着用した。
時代によって変更が加えられ、金装飾のものは廃れたが、金の装飾のない略装タイプはチャールズ3世など現在の王族もウィンザー城滞在時に着用している。